# Bomarea macrocephala
Bomarea macrocephala är en alströmeriaväxtart som beskrevs av Ferdinand Albin Pax. Bomarea macrocephala ingår i släktet Bomarea och familjen alströmeriaväxter. Inga underarter finns listade i Catalogue of Life.